# Stanisław Staszic

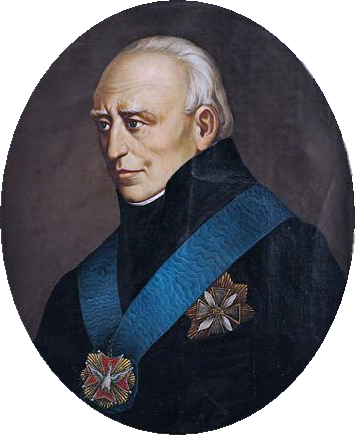
Stanisław Staszic

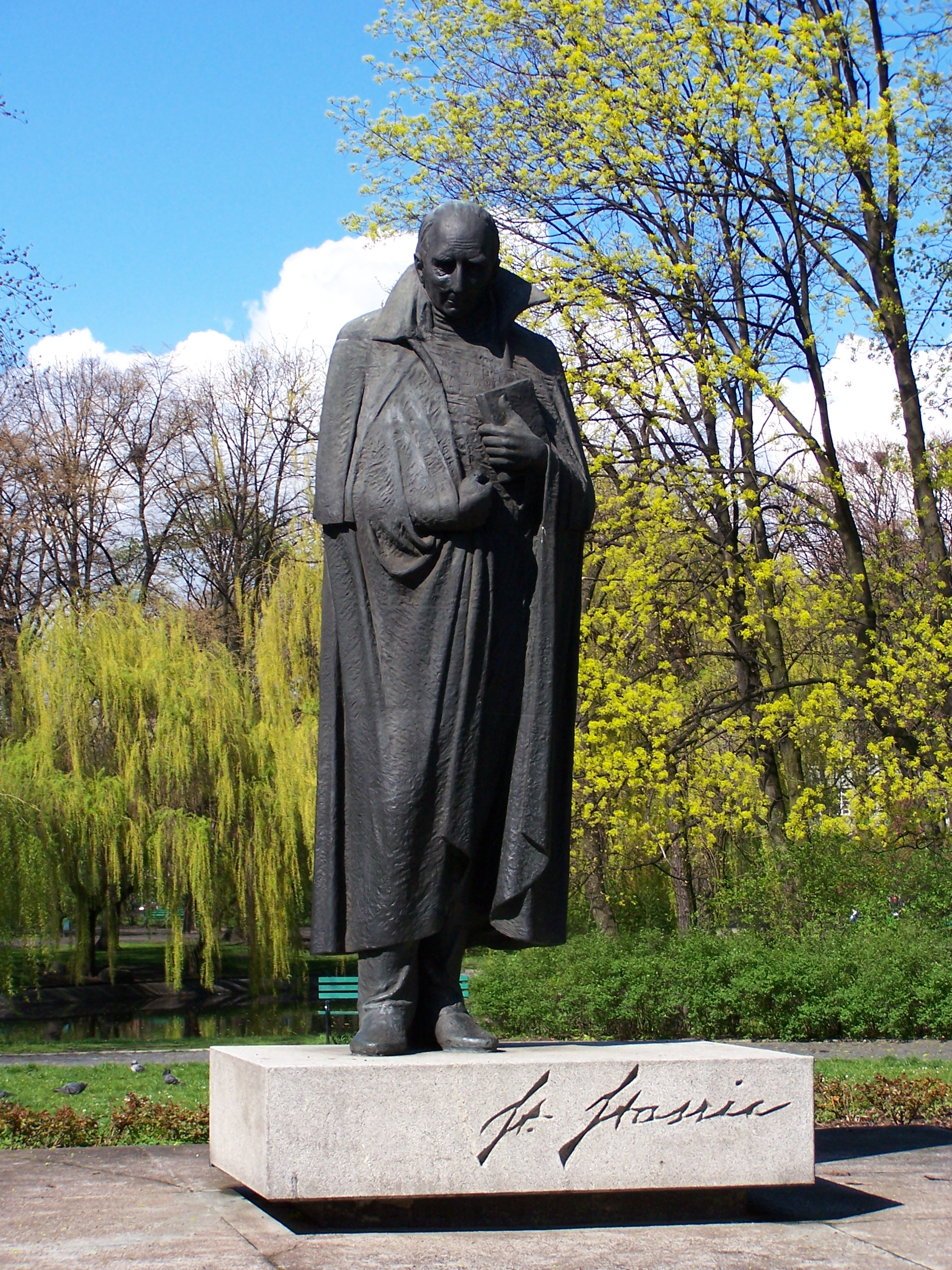
Denkmal für Stanisław Staszic in Łódź

Stanisław Wawrzyniec Staszic (* 6. November 1755 in Piła; † 20. Januar 1826 in Warschau) war ein polnischer Schriftsteller, Publizist, Politiker und Priester. Außerdem war er einer der wichtigsten Vertreter der polnischen Aufklärung.

## Leben und Leistungen
Staszic entstammte einer bürgerlichen Familie. Er besuchte Schulen in Posen, darunter eine Jesuitenschule. 1774 empfing er die niederen und 1778/9 die höheren Weihen zum katholischen Priester.
In den Jahren 1779 bis 1781 studierte er in Leipzig, Göttingen und Paris. Dort kam er in den Kontakt zu den Enzyklopädisten, die für ihn prägend werden sollten, und betrieb naturwissenschaftliche Studien, insbesondere auf dem Gebiet der Geologie.
1781 kehrte er in sein Heimatland zurück und wurde Erzieher der Söhne des polnischen Kanzlers und Magnaten Andrzej Hieronim Zamoyski (1716–1792), den er als bedeutenden Vertreter der Aufklärer im Land als Vorbild ansah. Bis 1797 arbeitete Staszic auf Zamość, dem Landsitz Zamoyskis, als Sekretär des Grafen und später dessen Witwe sowie an seinen wissenschaftlichen und politischen Publikationen. 1782 wurde er zum Dr. iur. promoviert und damit zugleich in den Adelsstand erhoben.
Öffentlich bekannt wurde Staszic durch sein 1787 erschienenes Buch Uwagi nad życiem Jana Zamoyskiego (Bemerkungen über das Leben von Jan Zamoyski). Darin verband er die historische Abhandlung mit Forderungen nach Reformen im zeitgenössischen Polen. 1790/91 befand er sich auf ausgedehnten Auslandsreisen. 1794 unterstützte er den Kościuszko-Aufstand mit eigenen finanziellen Mitteln. Nach dem Tod der Gräfin Zamoyski 1797 wurde Staszic weiter von deren Kindern finanziell gefördert. Im Gegenzug diente er dem Haus Zamoyski und dem mit diesem verschwägerten Haus Sapieha als Finanzberater, der ertragreiche Börsengeschäfte tätigte.
Neben seiner politisch-publizistischen Tätigkeit blieb er als Geograf aktiv und legte 1805 eine Geografie Polens vor, die insbesondere die Hohe Tatra so genau erfasste wie keine vorhergehende Arbeit.
Staszic war Gründungsmitglied und vom Jahr 1808 an Vorsitzender des Warschauer Gesellschaft der Freunde der Wissenschaften. Er finanzierte den Bau des Staszic-Palastes. Im Kongresspolen war er Mitglied der Rada Stanu, des Ministerrates. Im Jahr 1816 initiierte er die Gründung der Königlichen Warschauer Universität, aus der später die Universität Warschau hervorging. Im selben Jahr brachte er die Gründung der Szkoła Akademiczno-Górnicza in Kielce voran, die als die erste Technische Hochschule Polens gilt.
Von 1815 an wandte er sich verstärkt Aufgaben der Wirtschaftsförderung zu. In den Jahren 1816 bis 1824 war Staszic Direktor des Wydział Przemysłu i Kunsztów Królestwa Kongresowego, einer Behörde, die sich mit der Förderung der Industrie in Kongresspolen beschäftigte. In dieser Funktion gab er den Anstoß für die Gründung einer Kohlenzeche in Dąbrowa Górnicza sowie einiger Hüttenwerke. Im Jahr 1824 trat er wegen eines Zerwürfnisses mit Finanzminister Franciszek Ksawery Drucki-Lubecki von diesem Amt zurück. 
Staszic gründete im Jahr 1816 in Hrubieszów durch Aufteilung seiner Güter unter den Bauern die Towarzystwo Rolnicze Hrubieszowskie („Agrargesellschaft von Hrubieszów“), die als die erste landwirtschaftliche Genossenschaft Europas gilt und bis zum Jahr 1945 tätig war. In Hrubieszów wurde Stanisław Staszic ein Museum gewidmet. Er förderte zudem den Erfinder Abraham Stern, was wegen des jüdischen Glaubens Sterns erhebliche öffentliche Kritik auslöste.
Staszic wurde für seine Verdienste mit dem Orden vom Weißen Adler und 1815 mit dem Sankt-Stanislaus-Orden ausgezeichnet.
In seinem Testament bedachte Staszic eine Werkstätte für Obdachlose und ein Waisenspital in Warschau sowie die an die Universität angeschlossene Irrenanstalt und eine Schule für Taubstumme. Er wurde auf dem Friedhof des Kamaldulenserklosters Krakau beigesetzt.

## Positionen
Staszic sprach sich wiederholt für grundlegende Reformen in Polen aus, darunter die Abschaffung der Leibeigenschaft und die Stärkung der Bauernschaft durch Landzuweisungen und gestärkte Eigentumsrechte. Er kritisierte jedoch auch die Rolle der Juden in der ländlichen Gesellschaft. Das Staatswesen wollte er mit einer gestärkten königlichen Zentralmacht gegenüber dem Adel versehen wissen. 
Seine Veröffentlichungen stießen auf ein erhebliches wenn auch nicht nur positives Echo in polnischen Intellektuellen- und Politikerkreisen. Insbesondere die politischen Entwicklungen und Verhandlungen im Vorfeld der Verfassung vom 3. Mai 1791 begleitete Staszic publizistisch engagiert und beeinflusste diese dadurch.
Ein weiteres seiner zentralen Anliegen war die Etablierung eines an den Grundsätzen der Aufklärung ausgerichteten Erziehungswesens. Dieses sollte die nationale Souveränität sichern oder überhaupt erst wieder erschaffen, die durch die Teilungen Polens massiv bedroht war.
Zudem gilt er als früher Slawophiler, der trotz seiner Kritik an der Teilungsmacht Russland eine Einigung der slawischen Völker propagierte. Diesen Gedanken erweiterte er zudem zu einer perspektivischen Vereinigung auch mit den germanischen und romanischen Völkern Europas, zu der die Slawen aber den Anstoß geben sollten.

## Veröffentlichungen
- 1787 – Uwagi nad życiem Jana Zamoyskiego (Bemerkungen über das Leben von Jan Zamoyski)
- 1790 – Przestrogi dla Polski (Warnung an Polen)
- 1805 – O ziemorództwie gór dawnej Sarmacji, potem Polski (Über die Geologie der Berge des ehemaligen Sarmatien, später Polens)
- 1815 – O ziemorództwie Karpatów i innych gór i równin Polski (Über die Geologie der Karpaten und andere Berge und Ebenen Polens)
- 1815 – Übersetzung der Ilias ins Polnische
- 1818 – O przyczynach szkodliwości Żydów (Über die Ursachen der Schädlichkeit der Juden)
- 1819 bis 1820 – Ród Ludzki (Die menschliche Rasse; Poem)